# Take a Chance on Me
Take a Chance on Me (englisch für „Gib mir eine Chance“) ist ein Song der schwedischen Popgruppe ABBA aus dem Jahr 1977. Er wurde von Benny Andersson und Björn Ulvaeus geschrieben; Agnetha Fältskog und Anni-Frid Lyngstad teilten sich die Lead Vocals. Das Lied wurde erstmals im Dezember 1977 auf der LP ABBA – The Album veröffentlicht und im Januar 1978 mit I’m a Marionette auf der B-Seite als zweite Single aus dem Album ausgekoppelt. Außerdem war eine Live-Version des Stückes auf der B-Seite der späteren Single I Have a Dream enthalten, die 1986 auch auf dem Album ABBA Live veröffentlicht wurde.
Take a Chance on Me zeichnet sich insbesondere durch seinen eingängigen und flotten Rhythmus aus, der durch mehrstimmigen Sprechgesang betont wird. Der Text handelt von einer Frau, die einen Mann umschwärmt und ihn bittet, ihr eine Chance zu geben. Der Song gehört zu den populärsten ABBA-Hits und den erfolgreichsten Singles der Gruppe. Darüber hinaus entstanden im Laufe der Zeit an die 20 Coverversionen, von denen die von Erasure aus dem Jahr 1992 die bekannteste ist und unter anderem auch für ein ABBA-Revival sorgte.

## Entstehung und Hintergrund
Das Lied entstand um die Titelzeile herum, auf die Björn Ulvaeus beim Jogging gekommen war. Während des Laufens wurde er sich eines stetigen „t-k-ch“-Geräusches bewusst, ein Rhythmus, der aus seiner gleichmäßigen Laufbewegung entstand. Es folgte die Suche nach den passenden Worten für diesen Rhythmus.

„Ich dachte: Wenn die Musik sich wie ‚Chuck-a chuck chuck chuck‘ anhört, welcher englische Satz könnte zum Rhythmus eines Refrains passen? Die ersten Töne des Refrains sind sehr kurz und nur der letzte Ton ist lang. Und so kam ich auf die Zeile: ‚Take a chance on me‘.“

Ebendieser Rhythmus ist eines der charakteristischen Elemente des Liedes, der bereits zu Beginn des Liedes zum Einsatz kommt. Take a Chance on Me beginnt direkt mit dem Refrain in A-cappella-Version, bei der das Stück durch mehrstimmigen Gesang ohne instrumentale Musik auskommt. Die immer wiederkehrende, während der gesamten Spieldauer vorkommende Phrase „Take a Chance, Take a, Take a Chance Chance …“ im Hintergrund musste dabei in mehreren Anläufen aufgenommen werden, da aufgrund der damaligen Technik kein Kopieren der Tonelemente möglich war. Vor allem um Luft zu holen, mussten die Sänger Andersson und Ulvaeus die Textzeilen immer wieder neu starten und die einzelnen Aufnahmeschnipsel anschließend überlappen, um einen durchgehenden Rhythmus zu erlangen.
Aufgenommen wurde Take a Chance on Me, das zunächst den provisorischen Titel Billy Boy trug, im Stockholmer „Marcus Music Studio“. Der erste Versuch, das Lied aufzunehmen, fand am 3. August 1977 statt. Allerdings war das Ergebnis nicht zufriedenstellend, sodass am 15. August 1977 ein neuer Versuch gestartet wurde. Ein etwa zweiminütiger instrumentaler Ausschnitt der ursprünglichen Version wurde 1994 im Rahmen des ABBA-Medleys ABBA Undeleted veröffentlicht und ist etwa ab dem Zeitpunkt 1:36 zu hören.
Neben Benny Andersson (Keyboard), Björn Ulvaeus (Gitarre), Agnetha Fältskog (Gesang) und Anni-Frid Lyngstad (Gesang) waren unter anderem Ola Brunkert (Schlagzeug), Rutger Gunnarsson (Bass) und Lasse Wellander (Gitarre) an den Aufnahmen beteiligt. Der verantwortliche Toningenieur war Michael B. Tretow. Für die Produktion waren Benny Andersson und Björn Ulvaeus verantwortlich.

## Kommerzieller Erfolg

### Chartplatzierungen
Take A Chance On Me erschien am 27. Januar 1978 als zweite Single aus ABBA – The Album und erreichte Platz 1 in den Charts von Österreich, Großbritannien, Irland, Belgien, Mexiko und Costa Rica. Zudem wurde sie in neun weiteren Ländern zum Top-Ten-Hit. So erreichte Take a Chance on Me Platz 2 in den Niederlanden und Simbabwe, Platz 3 in Deutschland, der Schweiz und den USA, Platz 6 in Südafrika, Platz 7 in Kanada, Platz 8 in Norwegen, Platz 10 in Frankreich und Platz 14 in Neuseeland sowie Platz 67 der japanischen Verkaufscharts. In den USA ist Take A Chance On Me mit einer Gold-Auszeichnung für über eine Million verkaufte Stück die erfolgreichste ABBA-Single nach Dancing Queen.
| ChartsChartplatzierungen       | Höchstplatzierung | Wochen |
| ------------------------------ | ----------------- | ------ |
| Deutschland (GfK)              | 3 (25 Wo.)        | 25     |
| Österreich (Ö3)                | 1 (20 Wo.)        | 20     |
| Schweiz (IFPI)                 | 3 (16 Wo.)        | 16     |
| Vereinigte Staaten (Billboard) | 3 (18 Wo.)        | 18     |
| Vereinigtes Königreich (OCC)   | 1 (10 Wo.)        | 10     |

| ChartsJahrescharts (1978)      | Platzierung |
| ------------------------------ | ----------- |
| Deutschland (GfK)              | 13          |
| Österreich (Ö3)                | 7           |
| Schweiz (IFPI)                 | 10          |
| Vereinigte Staaten (Billboard) | 32          |

### Auszeichnungen für Musikverkäufe
| Land/Region                  | Auszeichnungen für Musikverkäufe (Land/Region, Auszeichnung, Verkäufe) | Verkäufe  |
| ---------------------------- | ---------------------------------------------------------------------- | --------- |
| Dänemark (IFPI)              | Gold                                                                   | 45.000    |
| Neuseeland (RMNZ)            | 2× Platin                                                              | 60.000    |
| Vereinigte Staaten (RIAA)    | Gold                                                                   | 1.000.000 |
| Vereinigtes Königreich (BPI) | Gold (Physisch) · + Platin (Digital)                                   | 1.100.000 |
| Insgesamt                    | 3× Gold · 3× Platin ·                                                  | 2.205.000 |

Hauptartikel: ABBA/Auszeichnungen für Musikverkäufe

## Musikvideo
Im Musikvideo ist bis auf eine kurze Szene ausschließlich ein weißer Hintergrund im Refrain beziehungsweise ein schwarzer in den Strophen zu sehen. Besonders auffallend sind einerseits die Kamerafahrten, wobei die Kamera zunächst von einer der beiden Frauen wegfährt und dann auf die andere der beiden zurückkommt, und andererseits die bunten Kostüme der Frauen (Anni-Frid Lyngstad trägt ein blaues und Agnetha Fältskog ein rotes Kostüm vor dem weißen Hintergrund). Das Musikvideo wurde am 10. Januar 1978 in den SVT-Studios in Stockholm gedreht.
Das Synthiepop-Duo Erasure ahmte in ihrem Musikvideo zur Coverversion von 1992 zu großen Teilen den Stil des Originals nach.